# Concentration (compétitive)
 (octobre 2024).
Si vous disposez d'ouvrages ou d'articles de référence ou si vous connaissez des sites web de qualité traitant du thème abordé ici, merci de compléter l'article en donnant les références utiles à sa vérifiabilité et en les liant à la section « Notes et références ».
La concentration ou stratégie de niche ou focalisation (focus) est une des trois stratégies compétitives de base d'un domaine d'activité stratégique [DAS) consistant à se concentrer sur un segment ou un couple produit-marché ou une zone géographique, ou encore une cible étroite.
Le concept a été initié par Michael Porter en 1982. Les deux autres concepts de Porter sont la différenciation et la domination par les coûts.